# Colobostroter pulchralis
Colobostroter pulchralis är en tvåvingeart som beskrevs av Günther Enderlein 1911. Colobostroter pulchralis ingår i släktet Colobostroter och familjen borrflugor. Inga underarter finns listade i Catalogue of Life.